# World Cyber Games 2010

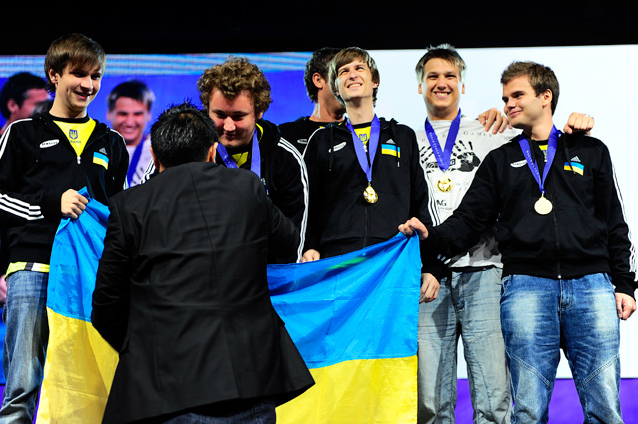
Premiazione del team NaVi, vincitore del torneo di Counter-Strike

I World Cyber Games 2010 si sono svolti a Los Angeles, USA, dal 30 settembre al 3 ottobre 2010. L'evento ospitava 450 giocatori da 58 Paesi, con un premio di più di 250.000$.

## Official games

### PC
- Carom3D
- Counter-Strike
- FIFA 10
- StarCraft: Brood War
- TrackMania Nations Forever
- Warcraft III: The Frozen Throne

### Xbox 360
- Forza Motorsport 3
- Guitar Hero 5
- Tekken 6

### Mobile games
- Asphalt 5

### Giochi promozionali
- League of Legends
- Lost Saga
- Quake Wars Online

## Risultati
| 2010             | Gold          | Silver        | Bronze         | 4th           |
| WarCraft III     | ReMinD        | Grubby        | Lyn            | Nicker        |
| Counter-Strike   | NaVi          | mTw.dk        | Frag-Executors | compLexity    |
| TrackMania       | FrostBeule    | Pezi          | Carl           | Bergie        |
| StarCraft        | Flash         | Goojila       | Jaedong        | Yayba         |
| FIFA 10          | daimonde      | Zola          | bl4ck_p01nt    | Gimli         |
| Carom3D          | Pantaneiro    | TheLogaN      | MARCJACOBS     | Indigo_Ferret |
| Guitar Hero 5    | Acai28        | ti.Monkey     | Kaos.Boyke     | rudeism       |
| Asphalt 5        | Tenshii       | KimBuJa       | Mussuri        | Gamaoriginal  |
| Quake Wars       | AmeriMiX      | -ET-          | FOOOOT         | TMNT          |
| Tekken 6         | Knee          | AO(ALI)       | honnda         | Leok          |
| Forza Motorsport | d.Daveyskills | Johnson       | Handewasser    | YggdrasiL     |
| League of Legend | CounterLogic  | IWEARACAPEIRL | AnotherStory   | Chinahero     |
| Lost Saga        | Sanarae       | TheFootClan   | GoodLuck       | Destroyer     |

## Medagliere[2]
| Nazione       | O | A | B |
| ------------- | - | - | - |
| Corea del Sud | 3 | 2 | 3 |
| Brasile       | 1 | 1 | 0 |
| Regno Unito   | 1 | 1 | 0 |
| Germania      | 1 | 1 | 0 |
| Australia     | 1 | 0 | 0 |
| Ucraina       | 1 | 0 | 0 |
| Svezia        | 1 | 0 | 0 |
| Stati Uniti   | 1 | 0 | 0 |
| Paesi Bassi   | 0 | 1 | 2 |
| Giappone      | 0 | 1 | 1 |
| Austria       | 0 | 1 | 0 |
| Danimarca     | 0 | 1 | 0 |
| Cina          | 0 | 1 | 0 |
| Russia        | 0 | 0 | 1 |
| Slovacchia    | 0 | 0 | 1 |
| Polonia       | 0 | 0 | 1 |
| Francia       | 0 | 0 | 1 |